# 1999年全豪オープン
1999年 全豪オープン（1999ねんぜんごうオープン、Australian Open 1999）は、オーストラリア・メルボルンにある「メルボルン・パーク・ナショナルテニスセンター」にて、1999年1月18日から31日にかけて開催された。

## シニア

### 男子シングルス
エフゲニー・カフェルニコフ def.  トーマス・エンクビスト, 4–6, 6–0, 6–3, 7–6(1)
- カフェルニコフは、初優勝である。

### 女子シングルス
マルチナ・ヒンギス def.  アメリ・モレスモ, 6-2, 6-3
- ヒンギスは、大会3連覇である。

### 男子ダブルス
ヨナス・ビョークマン /  パトリック・ラフター def.  マヘシュ・ブパシ /  リーンダー・パエス, 6–3, 4–6, 6–4, 6–7(10), 6–4

### 女子ダブルス
マルチナ・ヒンギス /  アンナ・クルニコワ def.  リンゼイ・ダベンポート /  ナターシャ・ズベレワ, 7-5, 6-3

### 混合ダブルス
デビッド・アダムズ /  マリアン・デスウォート def.  マックス・ミルヌイ /  セリーナ・ウィリアムズ, 6–4, 4–6, 7–6(5)

## ジュニア

### 男子シングルス
クリスチャン・プレス def.  ミハイル・ユージニー, 6–4, 6–3

### 女子シングルス
ビルジニ・ラザノ def.  カタリナ・バステルナコヴァー, 6–1, 6–1

### 男子ダブルス
ユルゲン・メルツァー /  クリスチャン・プレス def.  ラディスラフ・フラモスタ /  ミハル・ナフラーティル, 6–7, 6–3, 6–0

### 女子ダブルス
エレニ・ダニリドゥ /  ビルジニ・ラザノ def.  ナタリー・グランディン /  ニコル・レンケン, 6–1, 6–1